# Убен (село)
Убен (фр. Aubaine) насеље је и општина у источном делу централне Француске у региону Бургоња, у департману Златна обала која припада префектури Бон.
По подацима из 2011. године у општини је живело 98 становника, а густина насељености је износила 6,05 становника/km². Општина се простире на површини од 16,21 km². Налази се на средњој надморској висини од 611 метар (максималној 611 m, а минималној 380 m).

## Демографија
| 1962. | 1968. | 1975. | 1982. | 1990. | 1999. | 2011. |
| ----- | ----- | ----- | ----- | ----- | ----- | ----- |
| 81    | 92    | 57    | 57    | 67    | 58    | 98    |

График промене броја становника у току последњих година